# Kopułka sklepiona

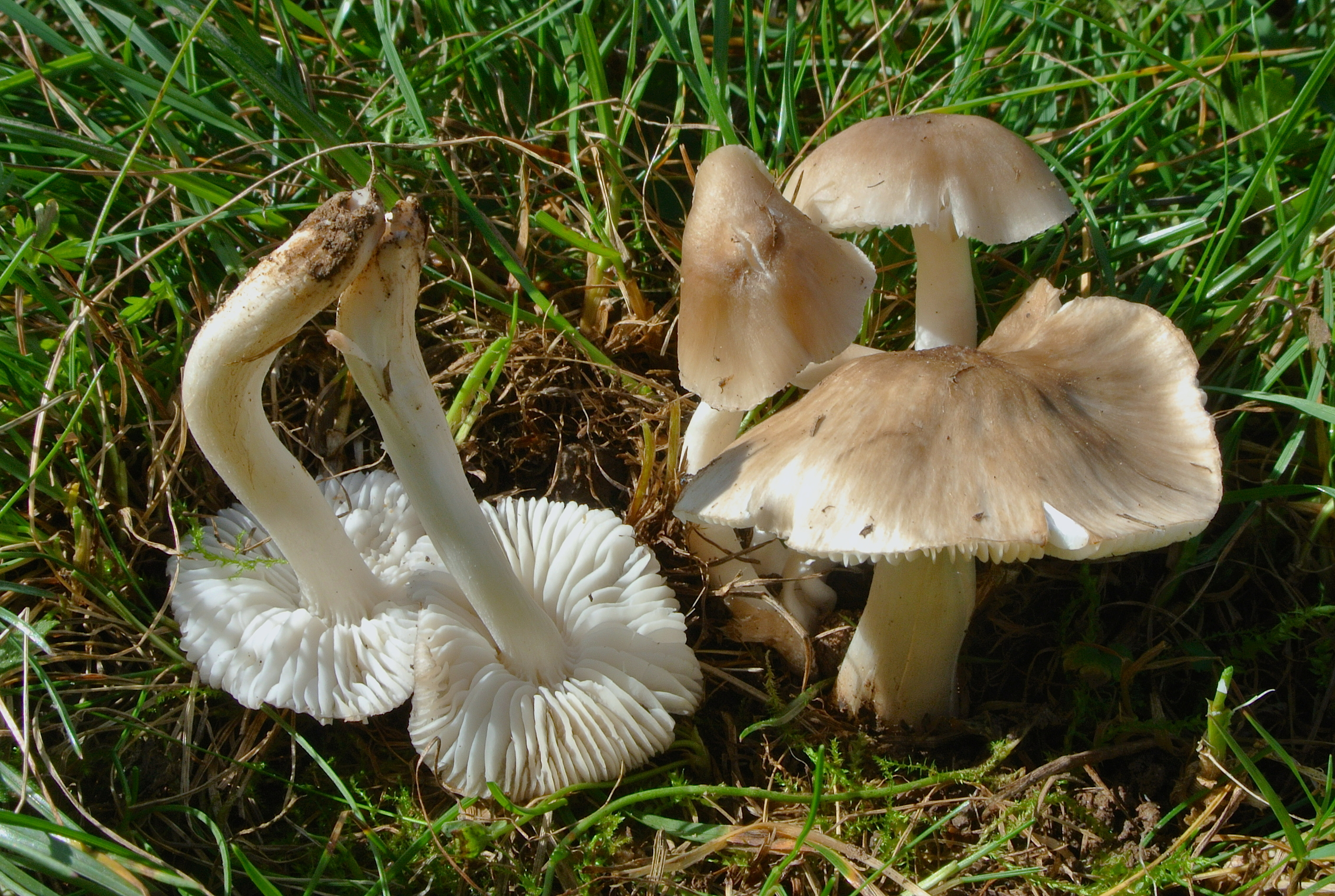

Kopułka sklepiona (Cuphophyllus fornicatus (Fr.) Lodge, Padamsee & Vizzini) – gatunek grzybów z rodziny wodnichowatych (Hygrophoraceae).

## Systematyka i nazewnictwo
Pozycja w klasyfikacji według Index Fungorum: Cuphophyllus, Hygrophoraceae, Agaricales, Agaricomycetidae, Agaricomycetes, Agaricomycotina, Basidiomycota, Fungi.
Po raz pierwszy takson ten zdiagnozował w 1783 r. Elias Fries nadając mu nazwę Hygrophorus fornicatus. Obecną, uznaną przez Index Fungorum nazwę nadali mu w 2013 r. Lodge, Padamsee i Vizzini, przenosząc go do rodzaju Cuphophyllus.
Synonimów naukowych jest 26. Są nimi m.in. wszystkie odmiany i formy. Niektóre inne (nowsze):
- Dermolomopsis fornicata (Fr.) Vizzini 2012
- Hygrocybe clivalis (Fr.) P.D. Orton & Watling 1969
- Hygrocybe fornicata (Fr.) Singer 1951
- Neohygrocybe fornicata (Fr.) Kovalenko 1958
- Porpoloma fornicata (Fr.) Bresinsky 2003
- Porpolomopsis fornicata (Fr.) Bresinsky 2008

Polską nazwę, wówczas w formie „wilgotnica sklepiona”, nadała Barbara Gumińska w 1997 r. Po przeniesieniu go do rodzaju Cuphophyllus nazwa polska przez jakiś czas była niespójna z nazwą naukową. Nazwę „kopułka sklepiona” zarekomendowała Komisja ds. Polskiego Nazewnictwa Grzybów Polskiego Towarzystwa Mykologicznego w 2021.

## Morfologia
Kapelusz
Średnica 2,5–5 cm, za młodu stożkowaty, potem szeroko rozpostarty, na szczycie uwypuklony. Brzeg gładki, bez prążkowania. Powierzchnia gładka, lekko błyszcząca, w stanie wilgotnym nieco lepka, szybko jednak wysychająca. Barwa od bladoochrowej do szarooliwkowej, na środku nieco ciemniejsza.
Blaszki
Rzadkie, dość grube, szeroko przyrośnięte lub zbiegające, początkowo białe, potem ciemniejsze, szaroochrowe. U podstawy czasami połączone anastomozami. Ostrza gładkie.
Trzon
Wysokość 3,5–6 cm, grubość 0,5–1 cm, kształt walcowaty, zwężający się ku podstawie, czasami wygięty. Powierzchnia sucha, gładka, włóknista,  biała lub biaława, dołem czasami szarawa, pod kapeluszem delikatnie oszroniona.
Miąższ
Nieco wodnisty, biały, w trzonie włóknisty. Uszkodzony nie zmienia barwy. Smak łagodny, zapachu brak.
Zarodniki
Elipsoidalne, gładkie, hialinowe, o rozmiarach 6–9 × 4–6 μm, z kilkoma gutulami, nieamyloidalne.

## Występowanie i siedlisko
Wilgotnica sklepiona występuje w wielu krajach Europy, ale jest dość rzadka. W polskim piśmiennictwie naukowym po II wojnie światowej podana tylko na jednym stanowisku w Beskidzie Żywieckim przez B. Gumińską w 1997 r. Aktualne stanowiska w Polsce podaje internetowy atlas grzybów.
Od 2014 r. w Polsce jest objęta ochroną częściową grzybów.
Pojawia się od września do października, pojedynczo lub po kilka sztuk, w trawie na polanach i łąkach. 
Grzyb niejadalny.